# مانشستر سيتي موسم 2013–14

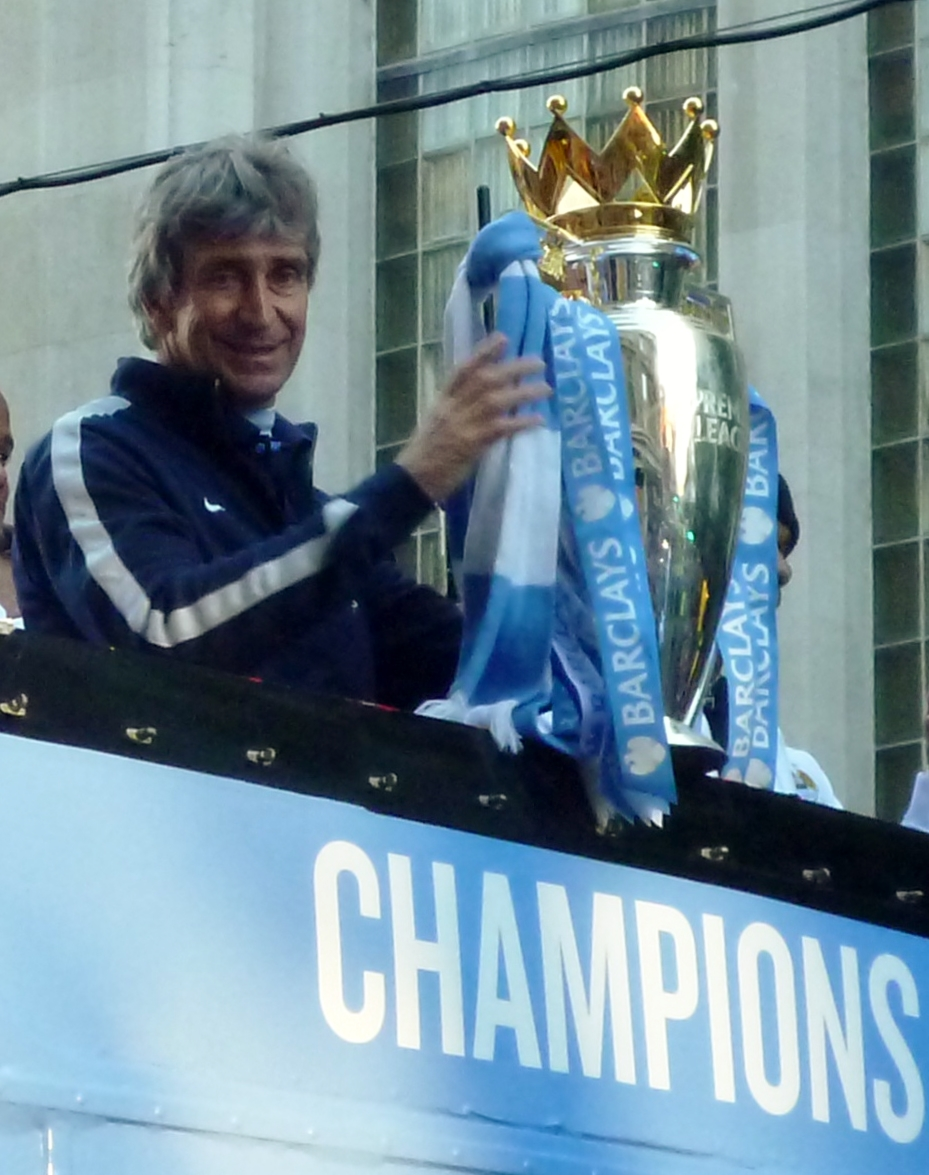
مانويل بيليغريني يحمل كأس الدوري الإنجليزي الممتاز خلال احتفالات النادي بالنصر، مايو 2014.

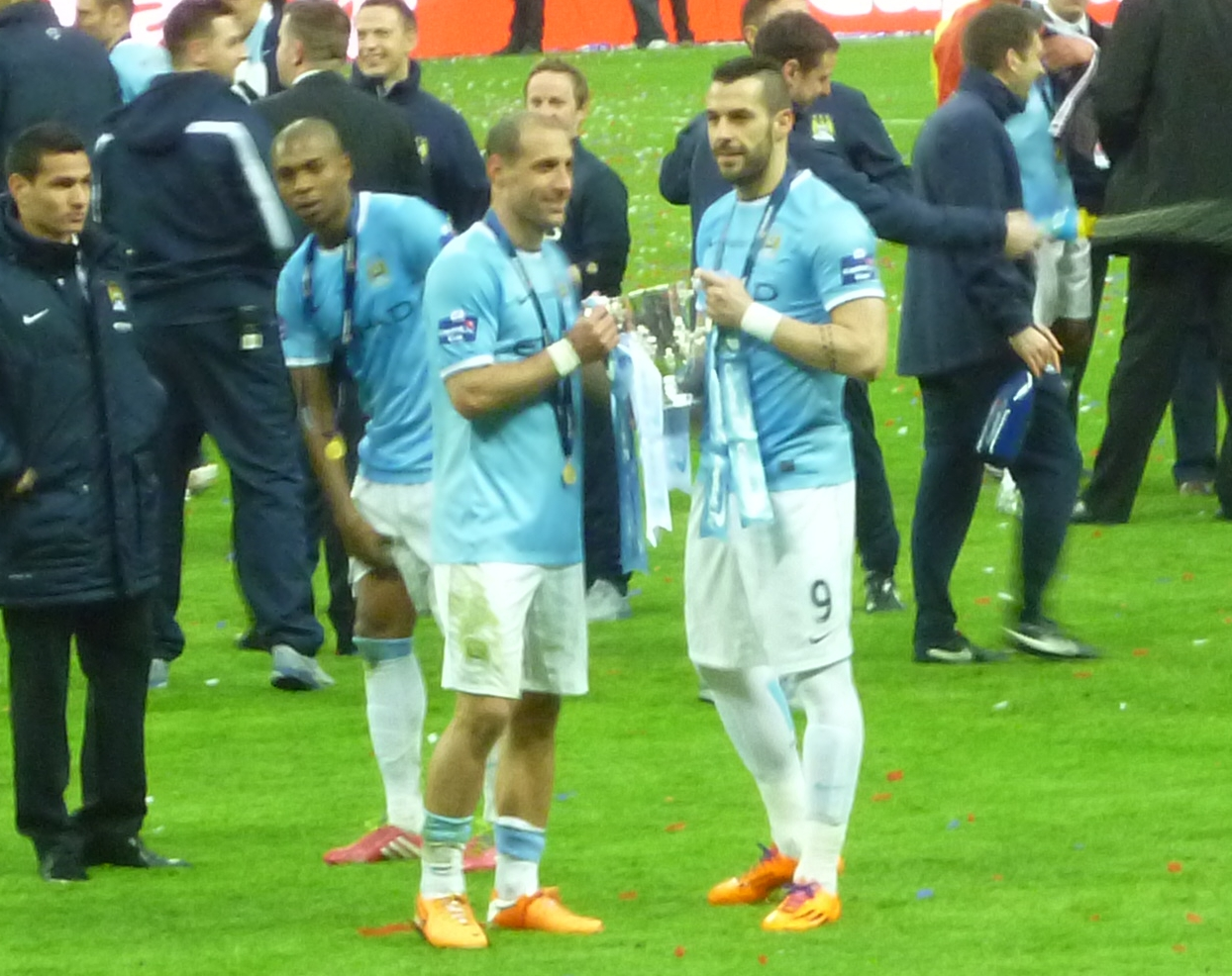
يحمل بابلو زاباليتا وألفارو نيغريدو كأس رابطة الأندية الإنجليزية المحترفة بعد فوز مانشستر سيتي في نهائي كأس كابيتال وان.

كان موسم 2013–14 هو الموسم الـ112 لنادي مانشستر سيتي لكرة القدم في كرة القدم التنافسية، والموسم الـ85 في كرة القدم الإنجليزية والموسم الـ17 في الدوري الإنجليزي الممتاز. 
أصبح مانشستر سيتي أسرع نادي في تاريخ الدوري الإنجليزي الممتاز يسجل 100 هدف تنافسي في جميع المسابقات وأول نادٍ يحقق هذا الإنجاز قبل نهاية يناير.  وواصلوا تسجيل 156 هدفًا في جميع المسابقات، محطمين الرقم القياسي السابق البالغ 143 هدفًا والذي سجله مانشستر يونايتد في 1956–57.  تم تسجيل الهدف رقم 100 لمانشستر سيتي في الدوري الإنجليزي الممتاز هذا الموسم في الفوز 4–0 على أستون فيلا في 7 مايو 2014. كانت هذه هي المرة الأولى التي يسجل فيها البلوز أكثر من 100 هدف في الدوري الإنجليزي الممتاز في موسم واحد منذ 1957–58.  كان هدفهم رقم 100 هو الأول في الدوري الإنجليزي لكرة القدم الذي يتم تحديده من خلال نظام "عين الصقر"، والذي تم تقديمه في بداية الموسم. 
كان العدد النهائي لأهداف الدوري البالغ 102 هدفًا في ذلك الوقت هو ثاني أعلى إجمالي موسم في الدوري الإنجليزي الممتاز وبفارق هدف واحد عن الرقم القياسي الذي حققه تشيلسي في موسم 2009–10.  كان هذا أيضًا أول موسم في الدوري الإنجليزي الممتاز حيث سجل ثلاثة لاعبين فرديين أكثر من 15 هدفًا، حيث حقق مانشستر سيتي هذا الإنجاز بفضل يحيى توريه وسيرخيو أغويرو وإدين دجيكو. 
كان موسم 2013–14 هو المرة الأولى التي يتأهل فيها مانشستر سيتي إلى دور الـ16 من دوري أبطال أوروبا. هناك، هُزم البلوز أمام برشلونة بنتيجة 4–1 في مجموع المباراتين.   كما حقق مانشستر سيتي أول ألقابه تحت قيادة مانويل بيليغريني في 2 مارس 2014، عندما رفع كأس الرابطة الإنجليزية.  وكان هذا أول انتصار للنادي في المسابقة منذ عام 1976. 
في 11 مايو 2014، فاز مانشستر سيتي بالدوري الإنجليزي الممتاز للمرة الثانية في ثلاثة مواسم بعد فوزه 2–0 على وست هام يونايتد.  كانت هذه هي المرة الأولى التي يفوز فيها مانشستر سيتي ببطولتين في موسم واحد منذ 1969–70، عندما فاز بكأس الرابطة وكأس أبطال الكؤوس.